# Khai sơn
Khai sơn (開山) có nghĩa là mở núi lấy đường đi. Chỉ công việc mở mang lúc đầu.
Trong Phật giáo, từ khai sơn – cũng được gọi là Khai sơn lập tự (開山立寺) hoặc Khai sơn kiến tự (開山建寺) – chính là việc kiến lập một ngôi chùa, một thiền viện. Thời xưa, các đạo trường tu hành phần lớn đều được kiến lập ở những nơi nhàn tĩnh, trong núi rừng yên lặng nên người ta dùng chữ khai sơn. Ngày nay, phàm có khai sáng một tự viện người ta đều gọi là khai sơn cả. Cũng có lúc người mộ đạo khai sáng tự viện, nhưng sau đó lại mời một cao tăng đến để khai sơn. Phật Tổ thống kỉ (佛祖統紀) quyển 14, truyện Trạch Khanh (擇卿, Đại Chính 49.222a) ghi như sau: "Sau khi xây Thọ Thánh viện xong, họ thỉnh sư khai sơn."
Vân Cư Sơn Chí (142, hạ) ghi:
遂立志開山弘法、立寺傳教、利己利他、濟人濟世。
Sư liền lập chí khai sơn hoằng pháp, cất chùa truyền giáo, lợi mình lợi người, cứu giúp mọi người.
Ngoài ra, vị Khai Tổ của một tông phái cũng được gọi là Khai sơn, như trường hợp Đạo Nguyên Hi Huyền được gọi là Khai sơn Thiền sư, Thân Loan Thánh nhân được gọi là Khai sơn Thánh nhân.